# 乌拉德扎根达布散诺尔
乌拉德扎根达布散诺尔是一个位于中国内蒙古自治区锡林郭勒盟的盐湖，面积约为2.26平方千米，属于蒙新高原区。它的一级流域为内流区诸河，二级流域为内蒙古内流区。